# 花の駅・片品 花咲の湯
花の駅・片品 花咲の湯（はなのえき かたしな はなさくのゆ）は、群馬県利根郡片品村が設立 し、指定管理者制度により片品村振興公社株式会社が運営 する公営の日帰り入浴施設。

## 概要
片品村の地域振興を目的 として、温泉を中心にレストラン、農産物直売所、特産品売店、版画家小暮真望ギャラリーなどを併設した施設として1998年10月3日に開業した。

## 施設

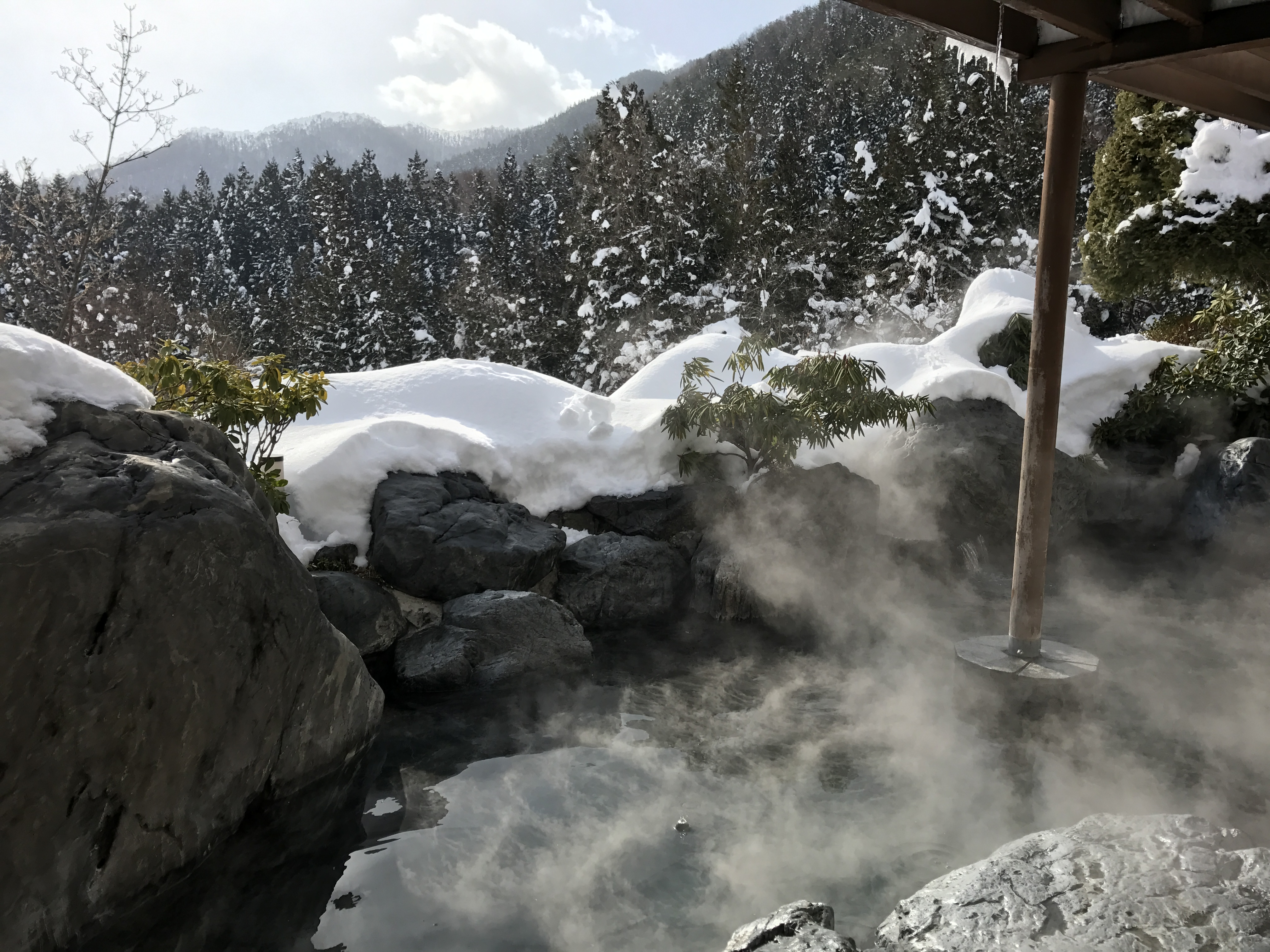
「風の湯」露天風呂

### 浴室
奇数日は「風の湯」が男性浴場で「香の湯」が女性浴場として利用され、奇数日は男女入れ替えて利用されている。
風の湯
ロックガーデン風の岩風呂がある露天風呂。
香の湯
イングリッシュガーデン風で季節によって様々な草花が楽しめる露天風呂。
バイブラ浴
気泡が全身を包み、泡の刺激を楽しみながら入浴できる。
サウナ
乾式タイプのサウナ。

### 癒しホール
ごろ寝スペースと中国式足裏健康法（土日祝日のみ）を楽しめるスペースがある。冬時期（12月～3月）にはこたつが現れる。

### 大広間
湯上がりにくつろぐことが出来るが、食事処としても兼ねているため、混雑時は食事優先となる。目の前に広がるナチュラルガーデンを見ながら過ごすことが出来る。
客席数
108席

### レストラン花咲
テーブル席でゆったりと食事が楽しめる。窓の外には眼下にナチュラルガーデンがあり、四季を通じて様々な景色が楽しめる。
客席数
46席

### 特産品コーナー
片品村でとれた農作物を使った加工品を中心に並んでいる。特に花豆を使った加工品が多く並ぶ。

### 農産物直売所
片品村でとれた農作物が並ぶ。冬期間は降雪により作物がとれないため、営業は例年4月下旬から11月中旬までである。

### 「小暮真望」版画ギャラリー
版画家小暮真望の版画が常時20点程度展示されている。特に尾瀬を描いた作品が多い。

## 営業時間
- 午前10時から午後８時
- 毎月金曜日は休館（祝日及びＧＷ、お盆期間、年末年始を除く、臨時休館有り）

## アクセス
- 車 - 関越自動車道：沼田ICから国道120号及び群馬県道64号平川横塚線
- 公共交通 - 沼田駅などよりタクシーのみ